# UC웹

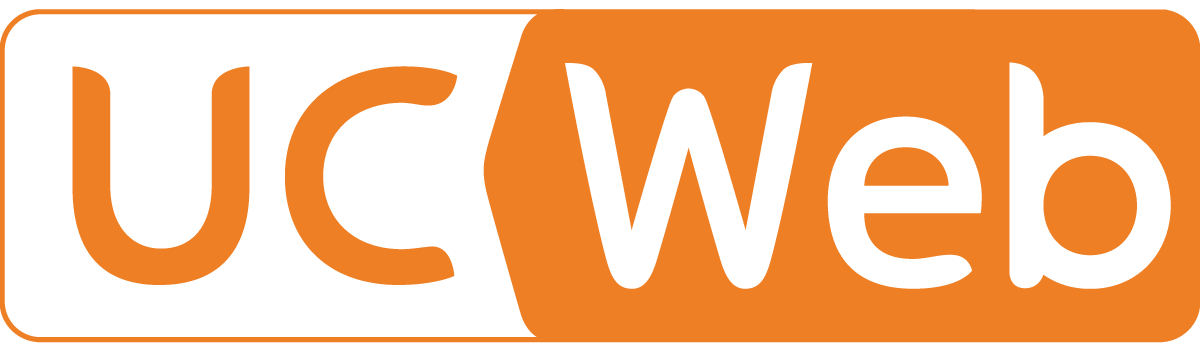

UC웹(UCWeb) 또는 UC 모바일(UC Mobile)은 모바일 브라우저, UC 뉴스, 검색 엔진 서비스 등의 제품과 서비스를 제공하는 중국 모바일 인터넷 기업이다. 주력 제품인 UC 브라우저는 2013년 중화인민공화국, 인도네시아, 인도 시장에서 1위를 차지했다.

## 설명
UC웹은 2004년 모바일 브라우저 제작사로 설립되었다. 지난 10년 동안 모바일 검색, 모바일 게임, 모바일 독서 등 다양한 분야로 사업을 다각화했다. iResearch에 따르면, 2014년 UC브라우저는 중국에서 66% 이상의 시장 점유율을 기록하며 동종 브라우저 중 가장 인기 있는 브라우저였다. 11개 언어(영어, 힌디어, 러시아어, 인도네시아어, 베트남어 등)와 모든 주요 모바일 OS 플랫폼(iOS, 안드로이드, 윈도우 폰, 자바 ME, 블랙베리 등)으로 제공된다. 2014년 3월 기준, UC브라우저는 전 세계 5억 명 이상의 사용자를 보유하고 있다.
2014년 4월, UC웹과 알리바바 그룹은 중국에서 모바일 전용 검색 엔진을 제공하는 션마(중국어: 神马搜索; 병음: Shénmǎ Sōusuǒ)라는 합작법인 설립을 공동 발표했다.
2014년 6월, UC웹은 중국 최대 규모의 인터넷 합병 거래로 알리바바 그룹에 인수되었다. 이로써 UC웹은 알리바바 그룹 내 모바일 관련 사업 일부를 흡수 통합하여 알리바바 UC 모바일 사업 그룹을 구성하게 된다. 합병 후, 2006년부터 UC웹의 최고경영자(CEO)를 맡아 온 위융푸(Yu Yongfu)의 지휘 아래 알리바바 UC 모바일 사업 그룹은 브라우저, 검색, 위치 기반 서비스, 앱 스토어, 모바일 게임, 모바일 리더 운영을 총괄하게 된다.
2015년 스노든 폭로를 통해 UC브라우저가 정보기관이 사용자를 추적하는 데 사용하는 민감한 국제 이동국 식별 번호(IMSI), IMEI, MSISDN 데이터를 유출한다는 사실이 밝혀졌다.